# Џин Артур
Џин Артур (енгл. Jean Arthur; Платсберг, 17. октобар 1900 — Кормел, 19. јун 1991) је била америчка глумица.

## Бракови
Њен први брак је био са фотографом Џулијаном Анкером од 1928. године, а поништен је након једног дана. Касније се удала за продуцента Франка Роса Џуниора 1932. године. Развели су се 1949. године. Артурова није имала деце.